# Crocomela trigonata
Crocomela trigonata är en fjärilsart som beskrevs av W. Warren 1907. Crocomela trigonata ingår i släktet Crocomela och familjen björnspinnare. Inga underarter finns listade i Catalogue of Life.